# Черноручейское сельское поселение
Черноручейское сельское поселение — упразднённое с 12 апреля 2010 года муниципальное образование в Демянском муниципальном районе Новгородской области России. Вошло в состав Ямникского сельского поселения.
Административным центром была деревня Чёрный Ручей.
Территория сельского поселения расположена на юго-востоке Новгородской области, к северо-востоку от Демянска. На территории муниципального образования протекают реки Чернорученка, Крапивна, Горченка (Ханевка), Лискуновка, Лужонка, Трестянка и др.
Черноручейское сельское поселение было образовано в соответствии с законом Новгородской области от 11 ноября 2005 года № 559-ОЗ.

## Населённые пункты
На территории сельского поселения были расположены 20 населённых пунктов (деревень): Беляевщина, Выселки-Борки, Горшковицы, Данилово, Екимовщина, Ильина Нива, Каменная Гора, Клевичи, Красея, Кривско, Курган, Лужно, Михальцово, Накладец, Обрыни, Подсосонье, Скробцово, Тесны, Хани, Чёрный Ручей.

## Транспорт
Автодорога Р48 (Старая Русса — Демянск — Красея — Яжелбицы) соединяет сельское поселение с федеральной автомобильной дорогой «Россия» М10 (E 105). От Красеи есть дорога в Лычково Р49(Красея — Лычково). Ближайшие железнодорожные станции в Лычково и Любнице на линии Бологое-Московское — Валдай — Старая Русса — Дно-1 Октябрьской железной дороги.